# Nachón
Nachón är en ort i Mexiko.   Den ligger i kommunen Santiago el Pinar och delstaten Chiapas, i den sydöstra delen av landet, 700 km öster om huvudstaden Mexico City. Nachón ligger 1 683 meter över havet och antalet invånare är 206.
Terrängen runt Nachón är kuperad åt sydväst, men åt nordost är den bergig. Terrängen runt Nachón sluttar norrut. Runt Nachón är det ganska tätbefolkat, med 166 invånare per kvadratkilometer. Närmaste större samhälle är Bochil, 19,4 km väster om Nachón. Omgivningarna runt Nachón är en mosaik av jordbruksmark och naturlig växtlighet.